# Белінтерсат-1
Белінтерсат-1 (біл. Белінтэрсат-1, англ. Belintersat-1) — білоруський супутник зв'язку, створений китайською корпорацією China Aerospace Science and Technology Corporation і запущений 15 січня 2016 року з космодрому в Китаї.
Супутник розрахований на 15 років роботи і буде надавати широкий спектр телекомунікаційних послуг, таких як супутникове телевізійне мовлення, супутникове радіомовлення та широкосмуговий доступ в Інтернет).

## Апарат
В основі супутника лежить китайська космічна платформа DFH-4, корисне навантаження (транспондери) забезпечила компанія Thales Alenia Space. Платформа має розміри 2,36 х 2,10 х 3,60 метрів і здатна вмістити до 588 кг корисного навантаження. Енергопостачання забезпечують 2 крила сонячних батарей, які продукують до 10,5 кВт електроенергії. Маса супутника при запуску — 5223 кг.

### Транспондери
На супутник встановлено 38 транспондерів: С-діапазон — 20 транспондерів і Ku-діапазон — 18 транспондерів. Два транспондери Ku-діапазону зарезервовані для забезпечення власних потреб республіки Білорусь, вісім транспондерів (7 С-діапазону і 1 Ku-діапазону) віддано в оренду китайським операторам. Решта потужності супутника його оператор, білоруська державна Національна система супутникового зв'язку та мовлення, планує здавати в оренду операторам країн Європи, Азії та Африки. Вже підписано партнерську угоду про партнерство з нігерійською телекомунікаційною компанією NIGCOMSAT.

## Галерея

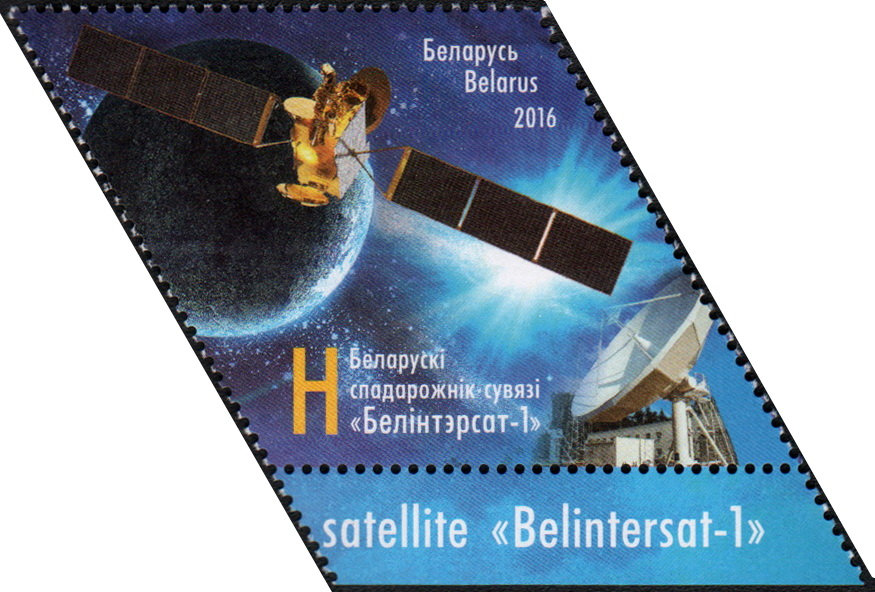
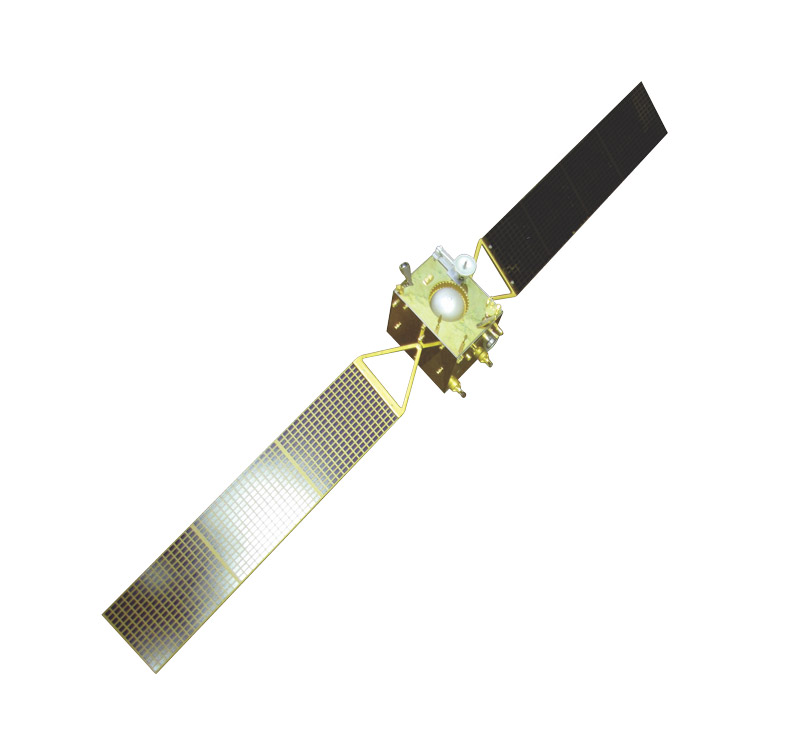

## Запуск
Запуск супутника відбувся в 16:57 UTC 15 січня 2016 року за допомогою китайської ракети-носія "Великий похід-3B, зі стартового майданчика LC-3 космодрому Січан. Супутник успішно виведений на геоперехідну орбіту з показниками 197 x 41781 км, нахилення 26,38°. Вихід до постійної точки стояння буде здійснюватися за допомогою власних двигунів супутника.
Введення супутника в експлуатацію — 1 квітня 2016 року.